# Circuit integrat de senyal mixt

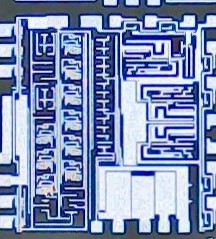
Circuit integrat de senyal mixt: les zones metàl·liques del costat dret són condensadors, a la part superior dels quals hi ha transistors de sortida grans; el costat esquerre està ocupat per la lògica digital

Un circuit integrat de senyal mixt és qualsevol circuit integrat que tingui tant circuits analògics com circuits digitals en una sola matriu de semiconductors. El seu ús ha crescut de manera espectacular amb l'augment de l'ús de telèfons mòbils, telecomunicacions, electrònica portàtil i automòbils amb electrònica i sensors digitals.

## Visió general
Els circuits integrats (CI) es classifiquen generalment en digitals (per exemple, un microprocessador) o analògics (per exemple, un amplificador operacional). Els circuits integrats de senyal mixt contenen circuits digitals i analògics al mateix xip i, de vegades, programari incrustat. Els circuits integrats de senyals mixtes processen tant senyals analògics com digitals junts. Per exemple, un convertidor analògic a digital (ADC) és un circuit típic de senyal mixt.
Els circuits integrats de senyals mixtes s'utilitzen sovint per convertir senyals analògics en senyals digitals perquè els dispositius digitals els puguin processar. Per exemple, els circuits integrats de senyal mixt són components essencials per als sintonitzadors FM en productes digitals com ara reproductors multimèdia, que tenen amplificadors digitals. Qualsevol senyal analògic es pot digitalitzar mitjançant un ADC molt bàsic, i els més petits i més eficients energèticament són els circuits integrats de senyal mixt.
Els circuits integrats de senyal mixt són més difícils de dissenyar i fabricar que els circuits integrats només analògics o digitals. Per exemple, un CI de senyal mixt eficient pot tenir els seus components digitals i analògics compartir una font d'alimentació comuna. Tanmateix, els components analògics i digitals tenen necessitats d'energia i característiques de consum molt diferents, la qual cosa fa que aquest sigui un objectiu no trivial en el disseny de xips.
La funcionalitat de senyal mixt implica tant elements actius tradicionals (com els transistors) com elements passius de bon rendiment (com bobines, condensadors i resistències) al mateix xip. Això requereix una comprensió addicional del modelatge i opcions de les tecnologies de fabricació. Es poden necessitar transistors d'alta tensió a les funcions de gestió d'energia en un xip amb funcionalitat digital, possiblement amb un sistema de processador CMOS de baixa potència. Algunes tecnologies avançades de senyal mixt poden permetre combinar elements de sensor analògic (com sensors de pressió o díodes d'imatge) al mateix xip amb un ADC.
Normalment, els circuits integrats de senyal mixt no necessiten necessàriament el rendiment digital més ràpid. En canvi, necessiten models més madurs d'elements actius i passius per a simulacions i verificacions més precises, com ara la planificació de la provabilitat i les estimacions de fiabilitat. Per tant, els circuits de senyal mixt es realitzen normalment amb amplades de línia més grans que la velocitat més alta i la lògica digital més densa, i les tecnologies d'implementació poden estar de dues a quatre generacions per darrere de les últimes tecnologies d'implementació només digitals. A més, el processament de senyal mixt pot necessitar elements passius com resistències, condensadors i bobines, que poden requerir metalls especialitzats, capes dielèctriques o adaptacions similars dels processos de fabricació estàndard. A causa d'aquests requisits específics, els circuits integrats de senyal mixt i els circuits integrats digitals poden tenir fabricants diferents (coneguts com a foneries).

## Aplicacions
Hi ha nombroses aplicacions de circuits integrats de senyal mixt, com ara telèfons mòbils, sistemes moderns de ràdio i telecomunicacions, sistemes de sensors amb interfícies digitals estandarditzades en xip (incloent-hi I2C, UART, SPI o CAN), processament de senyal relacionat amb la veu, electrònica aeroespacial i espacial, Internet de les coses (IoT), vehicles aeris no tripulats (UAV) i automòbils i altres vehicles elèctrics. Els circuits o sistemes de senyals mixtes solen ser solucions rendibles, com ara la construcció d'electrònica de consum moderna i aplicacions industrials, mèdiques, de mesura i espacials.
Alguns exemples de circuits integrats de senyal mixt inclouen convertidors de dades que utilitzen modulació delta-sigma, convertidors analògic-digital i convertidors digital-analògic que utilitzen detecció i correcció d'errors i xips de ràdio digital. Els xips de so controlats digitalment també són circuits de senyal mixt. Amb l'arribada de la tecnologia mòbil i de xarxa, aquesta categoria inclou ara el telèfon mòbil, la ràdio de programari i els circuits integrats d'encaminador LAN i WAN.

## Disseny i desenvolupament
Normalment, els xips de senyal mixt realitzen alguna funció o subfunció completa en un conjunt més gran, com ara el subsistema de ràdio d'un telèfon mòbil o la ruta de lectura de dades i la lògica de control de SLED làser d'un reproductor de DVD. Els circuits integrats de senyal mixt sovint contenen un sistema complet en un xip. També poden contenir blocs de memòria en xip (com OTP), cosa que complica la fabricació en comparació amb els circuits integrats analògics. Un IC de senyal mixt minimitza les interconnexions fora de xip entre la funcionalitat digital i analògica del sistema, normalment reduint la mida i el pes a causa de l'embalatge minimitzat i un substrat de mòdul més petit i, per tant, augmenta la fiabilitat del sistema.
A causa de l'ús tant de processament de senyal digital com de circuits analògics, els circuits integrats de senyal mixt solen estar dissenyats per a un propòsit molt específic. El seu disseny requereix un alt nivell d'experiència i un ús acurat d'eines de disseny assistit per ordinador (CAD). També existeixen eines de disseny específiques (com ara simuladors de senyal mixt) o llenguatges de descripció (com VHDL-AMS). Les proves automatitzades dels xips acabats també poden ser un repte. Teradyne, Keysight i Advantest són els principals proveïdors d'equips de prova per a xips de senyal mixt.
Hi ha diversos reptes particulars de la fabricació de circuits de senyal mixt:
- La tecnologia CMOS sol ser òptima per al rendiment digital, mentre que els transistors d'unió bipolar solen ser òptims per al rendiment analògic. Tanmateix, fins a l'última dècada, era difícil combinar-los de manera rendible o dissenyar tots dos en una sola tecnologia sense comprometre seriosament el rendiment. L'arribada de tecnologies com CMOS d'alt rendiment, BiCMOS, CMOS SOI i SiGe ha eliminat molts d'aquests compromisos anteriors.
- Provar el funcionament funcional dels circuits integrats de senyal mixt segueix sent complex, costós i sovint és una tasca d'implementació "única" (és a dir, cal molta feina per a un producte amb un únic ús específic).
- Els mètodes de disseny sistemàtic de circuits analògics i de senyal mixt són molt més primitius que els circuits digitals. En general, el disseny de circuits analògics no es pot automatitzar gairebé en la mesura que ho pot fer el disseny de circuits digitals. La combinació de les dues tecnologies multiplica aquesta complicació.
- Els senyals digitals de canvi ràpid envien soroll a entrades analògiques sensibles. Un camí per a aquest soroll és l'acoblament del substrat. S'utilitzen diverses tècniques per intentar bloquejar o cancel·lar aquest acoblament de soroll, com ara amplificadors totalment diferencials, anells de protecció P+, topologia diferencial, desacoblament en xip i aïllament de triple pou.[4]

## Exemples comercials
- Exemples de cases i recursos de disseny de senyal mixt:
  - AnSem
  - CoreHW
  - EnSilica
  - ICsense
  - Enginyeria Presto
  - Sondrel
  - Sistema a ASIC
  - Triad Semiconductor
- Exemples de FPGA i microcontroladors de senyal mixt:
  - Processadors de control de senyal mixt CM4xx d'Analog Devices
  - Fusion FPGA (de Microsemi, ara part de Microchip Technology)
  - Cypress PSoC - "sistema programable en xip", un producte d'Infineon Technologies (antiga Cypress Semiconductor)
  - MSP430 de Texas Instruments
  - Xilinx senyal mixt FPGA
- Exemples de foneries de senyals mixtes:
  - GlobalFoundries
  - Nova ràdio japonesa
  - Tower Semiconductor Ltd
  - X-Fab
- Llista de xips de so
  - Xips de so de síntesi Yamaha FM
  - Atari POKEY
  - SID de tecnologia MOS